# Eastpointe
Eastpointe (früher East Detroit) ist eine Stadt in Macomb County im US-Bundesstaat von Michigan. Laut der Volkszählung im Jahr 2020 betrug die Einwohnerzahl 34.318. Die Stadt grenzt an die 8-Mile Road am nördlichen Rand von Detroit.

## Geschichte
Die Gegend des späteren Gemeinde wurde erstmals von irischen und deutschen Einwanderern in den 1830er Jahren besiedelt. Im Oktober 1897 wurde ein Postamt mit dem Namen "Half-way" gegründet, da es in der Mitte zwischen der Innenstadt von Detroit und dem County Sitz in Mount Clemens lag. Es wurde zunächst als Dorf Halfway im Dezember 1924 gegründet und im Januar 1929 in East Detroit umbenannt. Die Stadt änderte ihren Namen in Eastpointe nach einer Abstimmung im Jahr 1992.

## Geografie
Laut dem United States Census Bureau hat die Stadt eine Landfläche von 13,2 km2.

## Demografische Daten
Laut der Volkszählung von 2000 lebten 34.077 Menschen in 13.595 Haushalte und 8.959 Familien in der Stadt. Die Bevölkerungsdichte betrug 2.579,8 pro km². Es gab 13.965 Wohneinheiten an einer durchschnittlichen Dichte von 1.057,2 pro km². Es gab 13.595 Haushalte, in denen in 30,2 % der Fälle Kinder unter 18 Jahren lebten. In 48,6 % der Fälle handelte es sich um Ehepaare, 12,3 % hatten einen weiblichen Haushaltsvorstand ohne Ehemann und 34,1 % waren keine Familien. 28,8 % aller Haushalte bestanden aus Einzelpersonen und in 13,8 % lebten Menschen, die 65 Jahre oder älter waren. Die durchschnittliche Haushaltsgröße betrug 2,50 und die durchschnittliche Familiengröße lag bei 3,11.

## Wirtschaft
Der Motorbootsportverband American Power Boat Association, der 1903 gegründet wurde, hat seinen Sitz in Eastpointe. Die Fluggesellschaft Spirit Airlines wurde 1980 als Charter One in Eastpointe gegründet und hatte dort ihren Hauptsitz bis 1999 als das Unternehmen seinen Sitz nach Miramar im Bundesstaat Florida verlegte.